# James L. Jones
James Logan Jones, Jr., född 19 december 1943 i Kansas City i Missouri, är en pensionerad fyrstjärnig general i USA:s marinkår.

## Biografi
Jones var USA:s marinkårskommendant från 1999 till 2003 och ingick då i Joint Chiefs of Staff. Efter det innehade han den tvådelade positionen som Natos operativa befäl (SACEUR) och militärbefälhavare för U.S. European Command, från 2003 till 2006. Han gick i pension från marinkåren 2006.
Han var nationell säkerhetsrådgivare åt USA:s president Barack Obama från 2009 till oktober 2010 och ledde nationella säkerhetsrådets stab. Han efterträddes av Thomas E. Donilon.